# Sistema APG III
O sistema APG III um sistema de taxonomia vegetal moderno utilizado na classificação de plantas com flor. Foi publicado em 2009 pelo Angiosperm Phylogeny Group (APG).
Em Outubro de 2009, membros da Sociedade Linneana de Londres propuseram uma classificação filogenética formal de todas as plantas terrestres, compatível com a classificação presente no sistema APG III.
A classificação é mostrada abaixo, até ao nível das ordens e com famílias não colocadas em ordens. Ordens no mesmo nível são colocadas alfabeticamente. De notar que as ordens podem não conter as mesmas famílias em relação a versões mais antigas do sistema APG (sistema APG e sistema APG II).

## Mudanças realizadas
Os conhecimentos mais recentes da filogenia das angiospérmicas geraram várias mudanças na circunscrição de muitas famílias e na sua classificação, assim como também a adição de algumas novas ordens.
Em particular, obteve-se muito êxito, produto de grande esforço, em situar filogeneticamente as angiospérmicas parasitas, a maioria das quais não estavam colocadas em nenhuma ordem nos sistemas APG.
Hoje em dia já existe evidência sobre a posição taxonómica de nós da árvore filogenética que antes não eram evidentes. Como resultado, no sistema APG III:
- Adoptaram-se 14 novas ordens, entre as quais se incluem: Amborellales, Berberidopsidales, Bruniales, Buxales, Chloranthales, Escalloniales, Huerteales, Nymphaeales, Paracryphiales, Petrosaviales, Picramniales, Trochodendrales, Vitales e Zygophyllales.

- Foram colocadas em famílias, géneros que não haviam sido alocados a famílias no sistema APG, e também famílias em ordem, reduzindo-se consideravelmente o número de táxons que não estão incluídos em categorias de nível superior, em relação ao que acontecia no APG II. Neste sistema de classificação restam somente 5 táxons (duas pequenas famílias de plantas parasitas e três géneros) que não ficaram alocados na árvore filogenética das angiospermas e portanto não fazem parte de nenhuma ordem no sistema APG III.

- Algumas famílias foram relocalizadas em outras ordens, segundo as novas análises de filogenia. Entre elas estão: Hydatellaceae (agora Nymphaeales), Haptanthaceae (agora Buxales), Peridiscaceae (agora Saxifragales), Huaceae (agora Oxalidales), Centroplacaceae e Rafflesiaceae (agora ambas da ordem Malpighiales), Aphloiaceae, Geissolomataceae e Strasburgeriaceae (agora todas da ordem Crossosomatales), Picramniaceae (Picramniales), Dipentodontaceae e Gerrardinaceae (agora ambas da ordem Huerteales), Cytinaceae (agora Malvales), Balanophoraceae (agora Santalales), Mitrastemonaceae (agora Ericales) e Boraginaceae (que agora é considerada como pelo menos um membro do clado das lamiídeas).

- Muitos géneros, previamente incluídos em determinadas famílias, foram segregados em novas famílias. Tal é o caso da formação das novas Petermanniaceae (Liliales), Calophyllaceae (Malpighiales), Capparaceae e Cleomaceae (ambas pertencentes à ordem Brassicales), Schoepfiaceae (Santalales), Anacampserotaceae, Limeaceae, Lophiocarpaceae, Montiaceae e Talinaceae (todas da ordem Caryophyllales) e Linderniaceae e Thomandersiaceae (ambas da ordem Lamiales).

No sistema APG II prevê-se uma quantidade de famílias para as quais é permitida duas versões alternativas, uma ampla (ou seja, uma única família grande) e outra estrita (de duas a dez famílias mais pequenas definidas de modo mais estrito). O sistema APG III eliminou essas alternativas devido à sua impopularidade (os utilizadores da classificação preferiam que fossem os autores do APG que decidissem qual alternativa utilizar) e, na maioria dos casos, a circunscrição mais ampla foi retida. Estas incluem as famílias Amaryllidaceae, Asparagaceae e Xanthorrhoeaceae (todas da ordem Asparagales), Passifloraceae (Malpighiales), Primulaceae (Ericales) e outras famílias menores.

## Classificação resumida

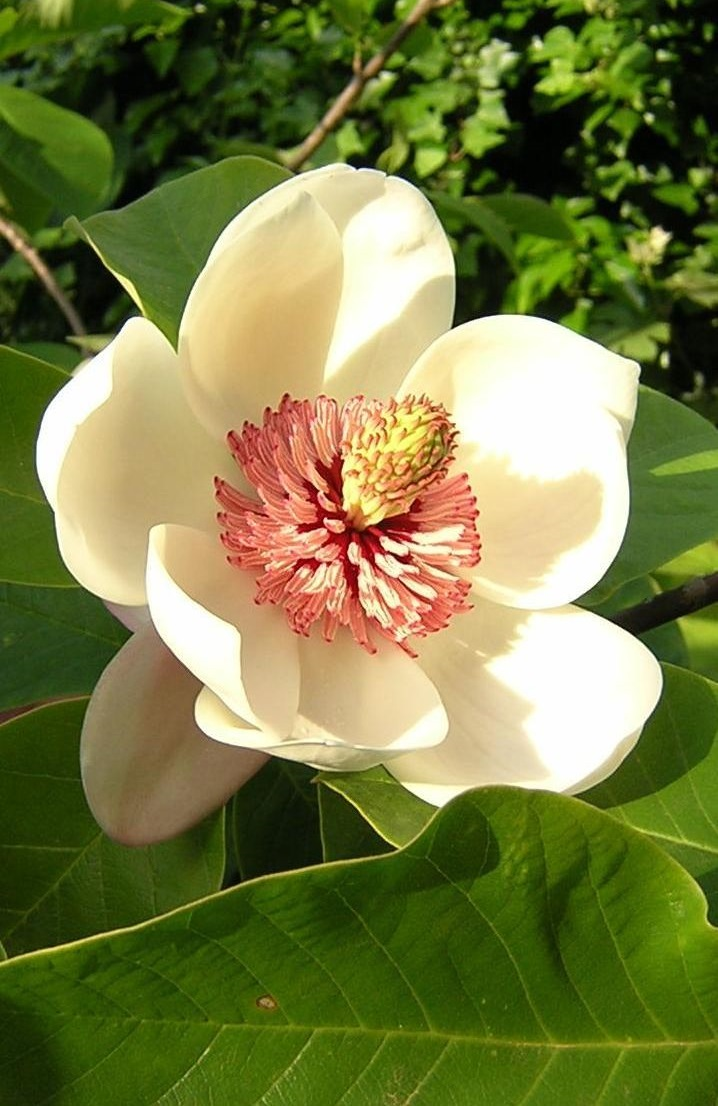
Flor de Magnolia watsoni, um membro da ordem Magnoliales, dentro do clado das magnoliídeas.

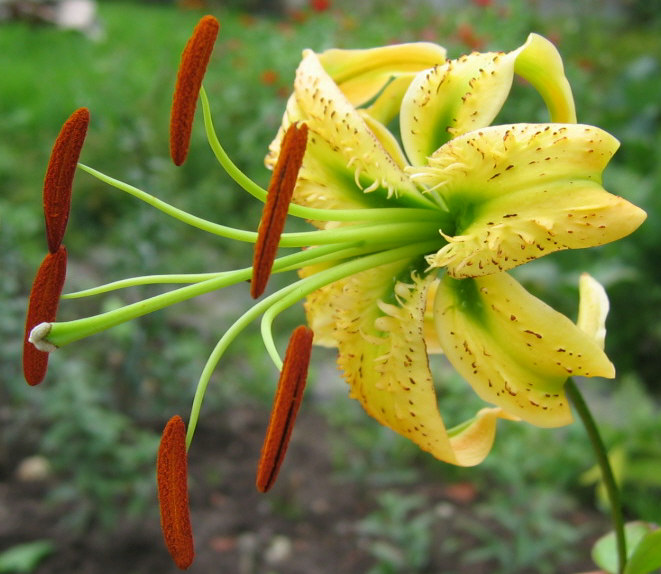
Flor de Lilium henryi, um membro da ordem Liliales, dentro do clado das monocotiledóneas.

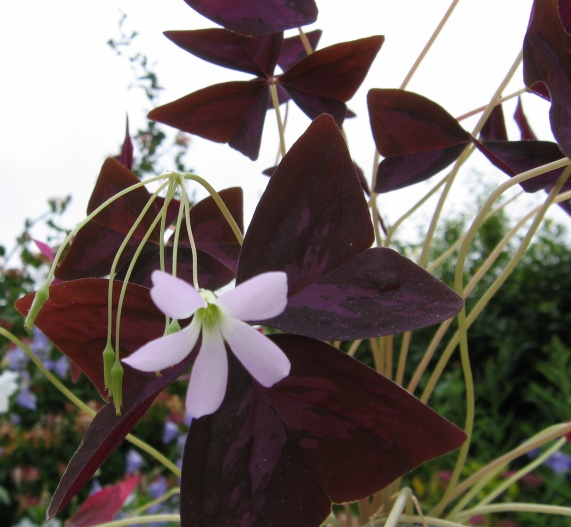
Flor de Oxalis regnellii, um membro da ordem Oxalidales, dentro do clado das fabídeas.

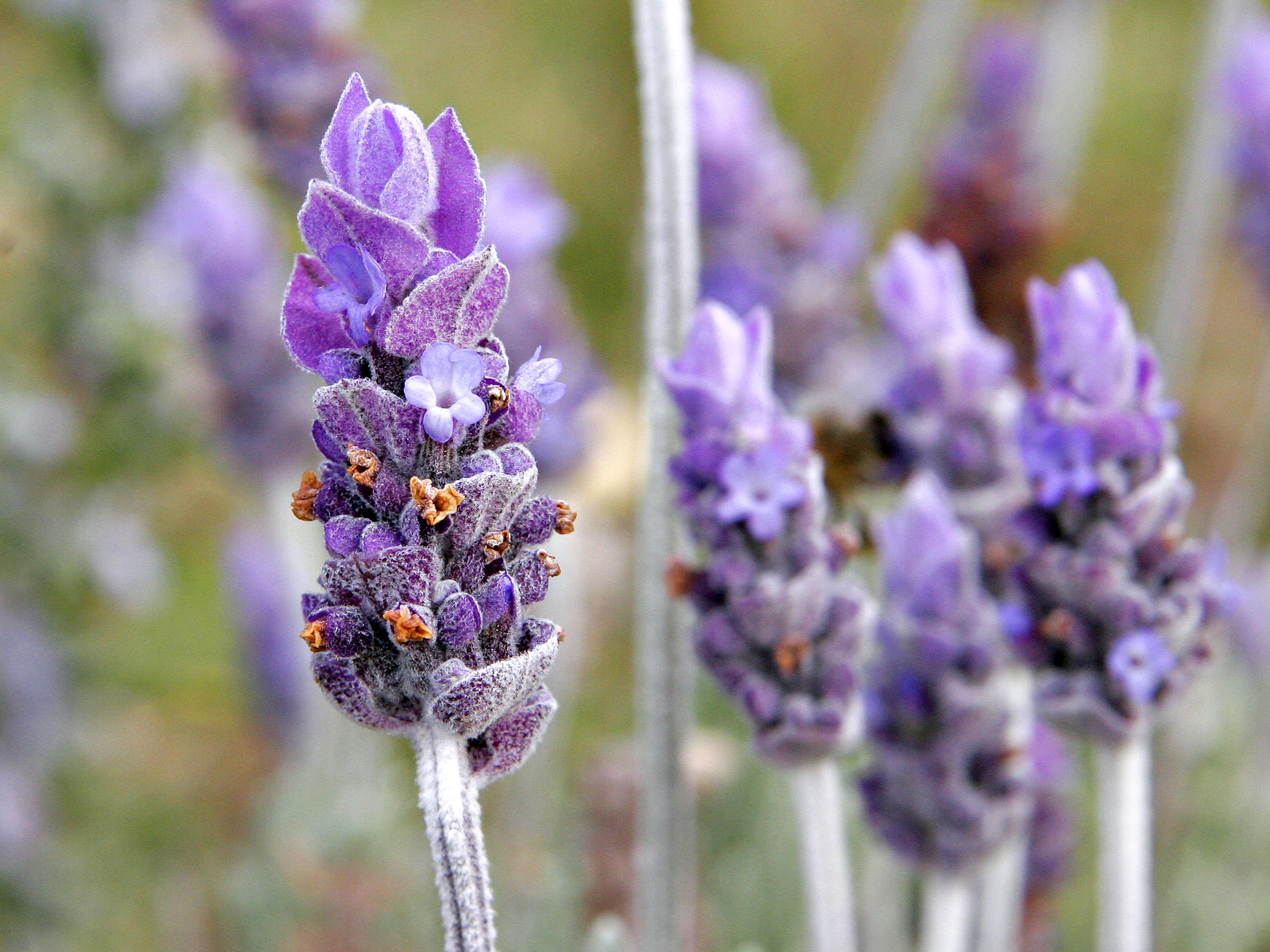
Flores de Lavandula, um representante da ordem Lamiales, dentro do clado das lamiídeas.

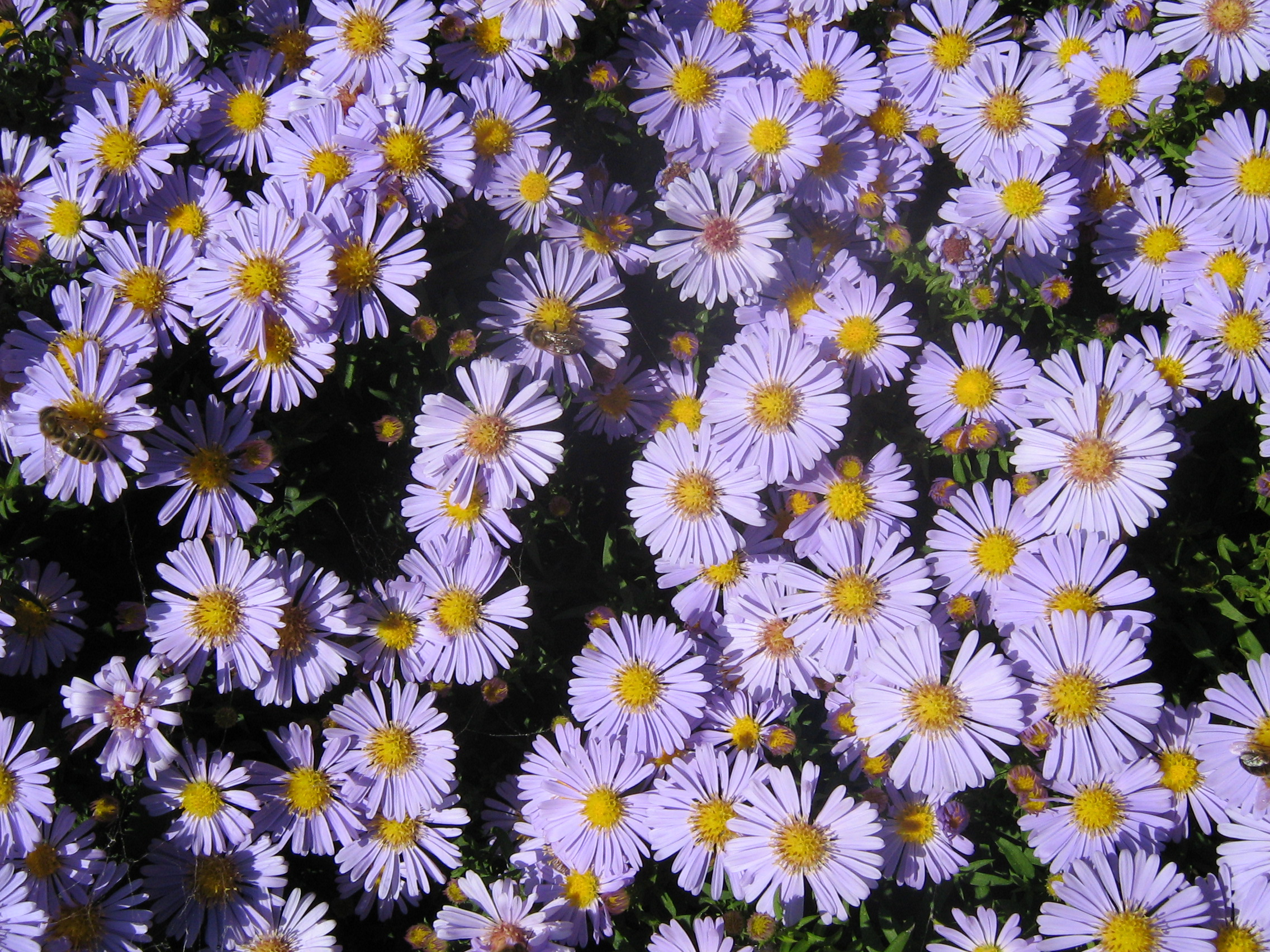
Flores de Aster, um representante da ordem Asterales, dentro do clado das campanulídeas.

- clado das angiospérmicas (em inglês, "angiosperms")
  - ordem Amborellales
  - ordem Austrobaileyales
  - ordem Chloranthales
  - ordem Nymphaeales
  - clado das magnoliídeas (em inglês, "magnoliids")
    - ordem Canellales
    - ordem Laurales
    - ordem Magnoliales
    -  ordem Piperales

  - clado das monocotiledóneas (em inglês, "monocots")
    - ordem Acorales
    - ordem Alismatales
    - ordem Asparagales
    - ordem Dioscoreales
    - ordem Liliales
    - ordem Pandanales
    - ordem Petrosaviales
    -  clado das comelinídeas (em inglês, "commelinids")
      - família Dasypogonaceae -- colocada sem ordem
      - ordem Arecales
      - ordem Commelinales
      - ordem Poales
      -  ordem Zingiberales

  - clado provável irmão das eudicotiledóneas (eudicots)
    -  ordem Ceratophyllales

  -  clado das "eudicotiledóneas" (em inglês, "eudicots" ou "eudicotyledons")
    - família Sabiaceae -- colocada sem ordem
    - ordem Buxales
    - ordem Proteales
    - ordem Ranunculales
    - ordem Trochodendrales
    -  clado das "eudicotiledóneas nucleares" ou "eudicotiledóneas superiores" (em inglês, "core eudicots" ou "core eudicotyledons")
      - família Dilleniaceae -- colocada sem ordem
      - ordem Berberidopsidales
      - ordem Caryophyllales
      - ordem Gunnerales
      - ordem Santalales
      - ordem Saxifragales
      - clado das rosídeas (em inglês, "rosids")
        - ordem Vitales
        - clado das fabídeas ou eurosídeas I (em inglês,  "eurosids I" ou "fabids")
          - ordem Celastrales
          - ordem Cucurbitales
          - ordem Fabales
          - ordem Fagales
          - ordem Malpighiales
          - ordem Oxalidales
          - ordem Rosales
          -  ordem Zygophyllales

        -  clado das malvídeas ou eurosídeas II (em ingês "eurosids II" ou "malvids")
          - ordem Brassicales
          - ordem Crossosomatales
          - ordem Geraniales
          - ordem Huerteales
          - ordem Malvales
          - ordem Myrtales
          - ordem Picramniales
          -  ordem Sapindales

      -  clado das asterídeas (em inglês, "asterids")
        - ordem Cornales
        - ordem Ericales
        - clado das lamiídeas ou euasterídeas I (em inglês, "euasterids I" ou "lamiids")
          - família Boraginaceae -- colocada sem ordem
          - família Icacinaceae -- colocada sem ordem
          - família Metteniusaceae -- colocada sem ordem
          - família Oncothecaceae -- colocada sem ordem
          - família Vahliaceae -- colocada sem ordem
          - ordem Garryales
          - ordem Gentianales
          - ordem Lamiales
          -  ordem Solanales

        -  clado das campanulídeas ou euasterídeas II (em inglês, "euasterids II" ou "campanulids")
          - ordem Apiales
          - ordem Aquifoliales
          - ordem Asterales
          - ordem Bruniales
          - ordem Dipsacales
          - ordem Escalloniales
          -  ordem Paracryphiales

## As famílias de angiospermas segundo o sistema APG III
O sistema APG III ordenou e agrupou as angiospermas em 415 famílias, a maior parte das quais se encontra incluída em alguma das 59 ordens aceitas por este sistema. Tais ordens, por sua vez, distribuem-se em clados. Em seguida é apresentada a listagem das famílias de angiospermas aceitas pelo sistema APG III, ordenadas segundo os clados e as ordens a que que pertencem. Adicionalmente, providencia-se o nome dos clados acima da categoria taxonómica de ordem segundo a nomenclatura filogenética. Em cada caso, destacaram-se as diferenças com o sistema APG II segundo a seguinte simbologia:

* = família com nova colocação (modificada após o sistema APG II);

† = nova ordem reconhecida pelo sistema APG;

§ = família com uma nova circunscrição (conteúdo modificado;

º = famílias que representam a circunscrição mais ampla prevista no sistema APG II, a qual se adopta no sistema APG III;

ºº = famílias que representam a circunscrição mais restrita do sistema APG II, a qual se adopta no sistema APG III.

### AngiospermaeLindley [P.D. Cantino & M.J. Donoghue][8]
- †Amborellales Melikyan, A.V.Bobrov & Zaytzeva
  - Amborellaceae Pichon
- †Nymphaeales Salisb. ex Bercht. & J.Presl
  - Cabombaceae Rich. ex A.Rich.
  - *Hydatellaceae U.Hamann
  - ººNymphaeaceae Salisb.
- Austrobaileyales Takht. ex Reveal
  - Austrobaileyaceae Croizat
  - ºSchisandraceae Blume (incluye Illiciaceae A.C.Sm.)
  - Trimeniaceae L.S.Gibbs
- †Chloranthales R.Br.
  - Chloranthaceae R.Br. ex Sims

### MagnoliidaeNovák ex Takhtajan [W.S. Judd, P.S. Soltis & D.E. Soltis][9]
O clado das magnoliídeas é  um grupo de angiospermas que havia sido nomeada informalmente como «magnoliids» ou «eumagnoliids» (em inglês) em muitas publicações filogenéticas recentes e que difere na sua circunscrição em relação à subclasse Magnollidae dos sistemas de classificação de Cronquist e de Takhtajan. As possíveis sinapomorfias deste grupo incluem caracteres fitoquímicos, como a presença dos compostos asarona, galbacina e licarina. As magnoliídeas comprendem quatro ordens:
- Canellales Cronquist
  - Canellaceae Mart.
  - Winteraceae R.Br. ex Lindl.
- Piperales Bercht. & J.Presl
  - Aristolochiaceae Juss.
  - Hydnoraceae C.Agardh
  - Lactoridaceae Engl.
  - Piperaceae Giseke
  - Saururaceae F.Voigt
- Laurales Juss. ex Bercht. & J.Presl
  - Atherospermataceae R.Br.
  - Calycanthaceae Lindl.
  - Gomortegaceae Reiche
  - Hernandiaceae Blume
  - Lauraceae Juss.
  - Monimiaceae Juss.
  - Siparunaceae Schodde
- Magnoliales Juss. ex Bercht. & J.Presl
  - Annonaceae Juss.
  - Degeneriaceae I.W.Bailey & A.C.Sm.
  - Eupomatiaceae Orb.
  - Himantandraceae Diels
  - Magnoliaceae Juss.
  - Myristicaceae R.Br.

### Monocotyledoneaede Candolle [W.S. Judd, P.S. Soltis, D.E. Soltis & S.W. Graham][15]
- Acorales Link
  - Acoraceae Martinov
- Alismatales R.Br. ex Bercht. & J.Presl
  - §Alismataceae Vent. (inclui Limnocharitaceae Takht. ex Cronquist)
  - Aponogetonaceae Planch.
  - Araceae Juss.
  - Butomaceae Mirb.
  - Cymodoceaceae Vines
  - Hydrocharitaceae Juss.
  - Juncaginaceae Rich.
  - Posidoniaceae Vines
  - Potamogetonaceae Bercht. & J.Presl
  - Ruppiaceae Horan.
  - Scheuchzeriaceae F.Rudolphi
  - Tofieldiaceae Takht.
  - Zosteraceae Dumort.
- †Petrosaviales Takht.
  - Petrosaviaceae Hutch.
- Dioscoreales R.Br.
  - Burmanniaceae Blume
  - Dioscoreaceae R.Br.
  - Nartheciaceae Fr. ex Bjurzon
- Pandanales R.Br. ex Bercht. & J.Presl
  - Cyclanthaceae Poit. ex A.Rich.
  - Pandanaceae R.Br.
  - Stemonaceae Caruel
  - Triuridaceae Gardner
  - Velloziaceae J.Agardh
- Liliales Perleb
  - §Alstroemeriaceae Dumort. (incluiLuzuriagaceae Lotsy)
  - Campynemataceae Dumort.
  - Colchicaceae DC.
  - Corsiaceae Becc.
  - Liliaceae Juss.
  - Melanthiaceae Batsch ex Borkh.
  - *Petermanniaceae Hutch.
  - Philesiaceae Dumort.
  - Ripogonaceae Conran & Clifford
  - Smilacaceae Vent.
- Asparagales Link
  - ºAmaryllidaceae J.St.-Hil. (inclui Agapanthaceae F.Voigt, Alliaceae Borkh.)
  - ºAsparagaceae Juss. (inclui Agavaceae Dumort., Aphyllanthaceae Burnett, Hesperocallidaceae Traub, Hyacinthaceae Batsch ex Borkh., Laxmanniaceae Bubani, Ruscaceae M.Roem., Themidaceae Salisb.)
  - Asteliaceae Dumort.
  - Blandfordiaceae R.Dahlgren & Clifford
  - Boryaceae M.W.Chase, Rudall & Conran
  - Doryanthaceae R.Dahlgren & Clifford
  - Hypoxidaceae R.Br.
  - Iridaceae Juss.
  - Ixioliriaceae Nakai
  - Lanariaceae R.Dahlgren & A.E.van Wyk
  - Orchidaceae Juss.
  - Tecophilaeaceae Leyb.
  - ºXanthorrhoeaceae Dumort. (inclui Asphodelaceae Juss. e Hemerocallidaceae R.Br.)
  - Xeronemataceae M.W.Chase, Rudall & M.F.Fay

#### CommelinidaeTakhtajan [S.W. Graham & W.S. Judd][16]
As comelinídeas são um grande clado dentro das monocotiledóneas cujas sinapomorfias incluem as ceras epicuticulares de tipo Strelitzia, o pólen com muito amido, paredes celulares não lignificadas e impregnadas com compostos ácidos fluorescentes à luz ultravioleta (ácidos ferúlicos, diferúlicos e cumáricos), e as folhas com corpos de silício (SiO2), também os estomas para- ou tetracíticos, as inflorescências rodeadas de brácteas, e o embrião curto e largo.
- Dasypogonaceae Dumort.
- Arecales Bromhead
  - Arecaceae Bercht. & J.Presl
- Commelinales Mirb. ex Bercht. & J.Presl
  - Commelinaceae Mirb.
  - Haemodoraceae R.Br.
  - Hanguanaceae Airy Shaw
  - Philydraceae Link
  - Pontederiaceae Kunth
- Poales Small
  - Anarthriaceae D.F.Cutler & Airy Shaw
  - Bromeliaceae Juss.
  - Centrolepidaceae Endl.
  - Cyperaceae Juss.
  - Ecdeiocoleaceae D.F.Cutler & Airy Shaw
  - Eriocaulaceae Martinov
  - Flagellariaceae Dumort.
  - Joinvilleaceae Toml. & A.C.Sm.
  - Juncaceae Juss.
  - Mayacaceae Kunth
  - Poaceae Barnhart
  - Rapateaceae Dumort.
  - Restionaceae R.Br.
  - Thurniaceae Engl.
  - §Typhaceae Juss. (inclui Sparganiaceae Hanin)
  - Xyridaceae C.Agardh
- Zingiberales Griseb.
  - Cannaceae Juss.
  - Costaceae Nakai
  - Heliconiaceae Vines
  - Lowiaceae Ridl.
  - Marantaceae R.Br.
  - Musaceae Juss.
  - Strelitziaceae Hutch.
  - Zingiberaceae Martinov

### Provável irmão daseudicotiledóneas
- Ceratophyllales Link
  - Ceratophyllaceae Gray

### EudicotyledoneaeM.J. Donoghue, J.A. Doyle & P.D. Cantino[23]
As eudicotiledóneas conformam um clado que inclui a maioria das plantas antigamente consideradas dentro do grupo parafilético das dicotiledóneas. O termo provem do idioma grego e significa "dicotiledóneas verdadeiras" devido a conter a maioria das plantas que haviam sido chamadas anteriormente dicotiledóneas, e possuem caracteres de dicotiledóneas típicas. O clado caracteriza-se pelo pólen tricolpado, pelas flores cíclicas e a presença diferenciada das partes internas e externas do perianto (ou seja, cálice e corola).
- Ranunculales Juss. ex Bercht. & J.Presl
  - Berberidaceae Juss.
  - ºCircaeasteraceae Hutch. (incluye Kingdoniaceae Airy Shaw)
  - Eupteleaceae K.Wilh.
  - Lardizabalaceae R.Br.
  - Menispermaceae Juss.
  - ºpapaveraceae Juss. (inclui Fumariaceae Marquis, Pteridophyllaceae Nakai ex Reveal & Hoogland)
  - Ranunculaceae Juss.
- Sabiaceae Blume
- Proteales Juss. ex Bercht. & J.Presl
  - Nelumbonaceae A.Rich.
  - ººPlatanaceae T.Lestib.
  - ººProteaceae Juss.
- †Trochodendrales Takht. ex Cronquist
  - ºTrochodendraceae Eichler (inclui Tetracentraceae A.C.Sm.)
- †Buxales Takht. ex Reveal
  - ºBuxaceae Dumort. (inclui Didymelaceae Leandri)
  - *Haptanthaceae C.Nelson

#### GunneridaeD.E. Soltis, P.S. Soltis & W.S. Judd[24]
As gunerídeas são um grande grupo de eudicotiledóneas que haviam sido nomeadas informalmente como «núcleo das eudicotiledóneas» ou «eudicotiledóneas nucleares» (em inglés "core eudicots") por quase todos os trabalhos sobre filogenia das angiospérmicas. Compreendem um grupo extremamente amplo e diverso de angiospérmicas, com uma grande variabilidade no hábito, morfologia, química, distribuição geográfica e outros atributos. A sistemática clássica, baseada unicamente em informação morfológica, não foi capaz de reconhecer este grupo. Como tal, a circunscrição das gunerídeas como um clado é baseada numa forte evidencia a partir de dos dados de análises moleculares. A composição do clado é a seguinte: Gunnerales, Berberidopsidales (incluindo Aextoxicaceae),Dilleniaceae, Santalales, Saxifragales, Vitaceae e todos os clados de Asteridae, Caryophyllales e Rosidae. Por outras palavras, o clado é composto por Gunnerales mais a totalidade do clado das pentapétalas.
- Gunnerales Takht. ex Reveal
  - ººGunneraceae Meisn.
  - ººMyrothamnaceae Nied.
- Dilleniaceae Salisb.
- Saxifragales Bercht. & J.Presl
  - Altingiaceae Horan.
  - Aphanopetalaceae Doweld
  - Cercidiphyllaceae Engl.
  - Crassulaceae J.St.-Hil.
  - Daphniphyllaceae Müll.-Arg.
  - Grossulariaceae DC.
  - ººHaloragaceae R.Br.
  - Hamamelidaceae R.Br.
  - ºIteaceae J.Agardh (inclui Pterostemonaceae Small)
  - Paeoniaceae Raf.
  - ººPenthoraceae Rydb. ex Britt.
  - *§Peridiscaceae Kuhlm. (inclui Medusandraceae Brenan, Soyauxia Oliver)
  - Saxifragaceae Juss.
  - ººTetracarpaeaceae Nakai
- †Berberidopsidales Doweld
  - Aextoxicaceae Engl. & Gilg
  - Berberidopsidaceae Takht.
- Santalales R.Br. ex Bercht. & J.Presl
  - *Balanophoraceae Rich.
  - Loranthaceae Juss.
  - Misodendraceae J.Agardh
  - Santalaceae R.Br.
  - Olacaceae R.Br.
  - Opiliaceae Valeton
  - *Schoepfiaceae Blume
- Caryophyllales Juss. ex Bercht. & J.Presl
  - Achatocarpaceae Heimerl
  - Aizoaceae Martinov
  - Amaranthaceae Juss.
  - *Anacampserotaceae Eggli & Nyffeler
  - Ancistrocladaceae Planch. ex Walp.
  - Asteropeiaceae Takht. ex Reveal & Hoogland
  - Barbeuiaceae Nakai
  - Basellaceae Raf.
  - Cactaceae Juss.
  - Caryophyllaceae Juss.
  - §Didiereaceae Radlk.
  - Dioncophyllaceae Airy Shaw
  - Droseraceae Salisb.
  - Drosophyllaceae Chrtek, Slavíková & Studnicka
  - Frankeniaceae Desv.
  - Gisekiaceae Nakai
  - Halophytaceae A.Soriano
  - *Limeaceae Shipunov ex Reveal
  - *Lophiocarpaceae Doweld & Reveal
  - §Molluginaceae Bartl.
  - *Montiaceae Raf.
  - Nepenthaceae Dumort.
  - Nyctaginaceae Juss.
  - Physenaceae Takht.
  - Phytolaccaceae R.Br.
  - Plumbaginaceae Juss.
  - Polygonaceae Juss.
  - §Portulacaceae Juss.
  - Rhabdodendraceae Prance
  - Sarcobataceae Behnke
  - Simmondsiaceae Tiegh.
  - Stegnospermataceae Nakai
  - *Talinaceae Doweld
  - Tamaricaceae Link

##### RosidaeTakhtajan [W.S. Judd, P.D. Cantino, D.E. Soltis & P.S. Soltis][29]
As rosideas são um grande grupo de eudicotiledóneas que contem aproximadamente 70 000 espécies, mais da quarta parte do total de espécies das angiospermas. Estas ordens, compreendem cerca de 140 famílias. Conjuntamente com as asterídeas, constituem os dois maiores grupos de eudicotiledóneas. As rosídeas compreendem a ordem Vitales e dois grandes clados: as fabídeas e as malvideas.
- †Vitales Juss. ex Bercht. & J.Presl
  - Vitaceae Juss.

###### FabidaeW.S. Judd, D.E. Soltis & P.S. Soltis[33]
As fabídeas são um clado de eudicotiledóneas que haviam sido nomeadas informalmente como «eurosídeas I» ou «fabids». Não se descobriram para este clado sinapomorfias que não estejam baseadas em dados moleculares.
- †Zygophyllales Link
  - ººKrameriaceae Dumort.
  - ººZygophyllaceae R.Br.
- Celastrales Link
  - ºCelastraceae R.Br. (inclui Lepuropetalaceae Nakai, Parnassiaceae Martinov, Pottingeriaceae Takht.)
  - Lepidobotryaceae J.Léonard
- Oxalidales Bercht. & J.Presl
  - Brunelliaceae Engl.
  - Cephalotaceae Dumort.
  - Connaraceae R.Br.
  - Cunoniaceae R.Br.
  - Elaeocarpaceae Juss. ex DC.
  - *Huaceae A.Chev.
  - Oxalidaceae R.Br.
- Malpighiales Juss. ex Bercht. & J.Presl
  - Achariaceae Harms
  - Balanopaceae Benth. & Hook.f.
  - Bonnetiaceae L.Beauvis. ex Nakai
  - *Calophyllaceae J.Agardh
  - Caryocaraceae Voigt
  - *Centroplacaceae Doweld & Reveal
  - ººChrysobalanaceae R.Br.
  - §Clusiaceae Lindl.
  - Ctenolophonaceae Exell & Mendonça
  - ººDichapetalaceae Baill.
  - Elatinaceae Dumort.
  - ºº§Erythroxylaceae Kunth (inclui Aneulophus Benth.)
  - Euphorbiaceae Juss.
  - ººEuphroniaceae Marc.-Berti
  - Goupiaceae Miers
  - Humiriaceae A.Juss.
  - Hypericaceae Juss.
  - Irvingiaceae Exell & Mendonça
  - Ixonanthaceae Planch. ex Miq.
  - Lacistemataceae Mart.
  - Linaceae DC. ex Perleb
  - Lophopyxidaceae H.Pfeiff.
  - Malpighiaceae Juss.
  - ºOchnaceae DC. (inclui Medusagynaceae Engl. & Gilg, Quiinaceae Choisy)
  - Pandaceae Engl. & Gilg
  - ºPassifloraceae Juss. ex Roussel (inclui Malesherbiaceae D.Don, Turneraceae Kunth ex DC.)
  - Phyllanthaceae Martinov
  - Picrodendraceae Small
  - Podostemaceae Rich. ex Kunth
  - Putranjivaceae Meisn.
  - *Rafflesiaceae Dumort.
  - ººRhizophoraceae Pers.
  - Salicaceae Mirb.
  - ººTrigoniaceae A.Juss.
  - Violaceae Batsch
- Cucurbitales Juss. ex Bercht. & J.Presl
  - Anisophylleaceae Ridl.
  - Begoniaceae C.Agardh
  - Coriariaceae DC.
  - Corynocarpaceae Engl.
  - Cucurbitaceae Juss.
  - Datiscaceae Dumort.
  - Tetramelaceae Airy Shaw
- Fabales Bromhead
  - Fabaceae Lindl.
  - Polygalaceae Hoffmanns. & Link
  - Quillajaceae D.Don
  - Surianaceae Arn.
- Fagales Engl.
  - Betulaceae Gray
  - Casuarinaceae R.Br.
  - Fagaceae Dumort.
  - §Juglandaceae DC. ex Perleb (inclui Rhoipteleaceae Hand.-Mazz.)
  - Myricaceae A.Rich. ex Kunth
  - Nothofagaceae Kuprian.
  - Ticodendraceae Gómez-Laur. & L.D.Gómez
- Rosales Bercht. & J.Presl
  - Barbeyaceae Rendle
  - Cannabaceae Martinov
  - Dirachmaceae Hutch.
  - Elaeagnaceae Juss.
  - Moraceae Gaudich.
  - Rhamnaceae Juss.
  - Rosaceae Juss.
  - Ulmaceae Mirb.
  - Urticaceae Juss.

###### MalvidaeW.S. Judd, D.E. Soltis & P.S. Soltis[36]
As malvídeas são un grupo de eudicotiledóneas que haviam sido nomeadas informalmente como «eurosídeas II» em vários trabalhos sobre filogenia das angiospérmicas ou “malvids”. O nome eurosídeas II também havia sido aplicado a um clado mais amplo que incluía as Mirtales.
- Geraniales Juss. ex Bercht. & J.Presl
  - ºGeraniaceae Juss. (inclui Hypseocharitaceae Wedd.)
  - ºMelianthaceae Horan. (inclui Francoaceae A.Juss.)
  - §Vivianiaceae Klotzsch (inclui Ledocarpaceae Meyen)
- Myrtales Juss. ex Bercht. & J.Presl
  - Alzateaceae S.A.Graham
  - Combretaceae R.Br.
  - Crypteroniaceae A.DC.
  - Lythraceae J.St.-Hil.
  - ºMelastomataceae Juss. (inclui Memecylaceae DC.)
  - §Myrtaceae Juss. (inclui Heteropyxidaceae Engl. & Gilg, Psiloxylaceae Croizat)
  - Onagraceae Juss.
  - §Penaeaceae Sweet ex Guill. (inclui Oliniaceae Arn., Rhynchocalycaceae L.A.S.Johnson & B.G.Briggs)
  - Vochysiaceae A.St.-Hil.
- Crossosomatales Takht. ex Reveal
  - *Aphloiaceae Takht.
  - Crossosomataceae Engl.
  - *Geissolomataceae A.DC.
  - *Guamatelaceae S.Oh & D.Potter
  - Stachyuraceae J.Agardh
  - Staphyleaceae Martinov
  - *§Strasburgeriaceae Soler. (inclui Ixerbaceae Griseb. ex Doweld & Reveal)
- †Picramniales Doweld
  - *Picramniaceae Fernando & Quinn
- †Huerteales Doweld
  - *Dipentodontaceae Merr.
  - *Gerrardinaceae Alford
  - Tapisciaceae Takht.
- Brassicales Bromhead
  - ºAkaniaceae Stapf (inclui Bretschneideraceae Engl. & Gilg)
  - Bataceae Mart. ex Perleb
  - §Brassicaceae Burnett
  - *Capparaceae Juss.
  - Caricaceae Dumort.
  - *Cleomaceae Bercht. & J.Presl
  - Emblingiaceae J.Agardh
  - Gyrostemonaceae A.Juss.
  - Koeberliniaceae Engl.
  - Limnanthaceae R.Br.
  - Moringaceae Martinov
  - Pentadiplandraceae Hutch. & Dalziel
  - Resedaceae Martinov
  - Salvadoraceae Lindl.
  - Setchellanthaceae Iltis
  - Tovariaceae Pax
  - Tropaeolaceae Juss. ex DC.
- Malvales Juss. ex Bercht. & J.Presl
  - ºBixaceae Kunth (inclui Cochlospermaceae Planch., Diegodendraceae Capuron)
  - Cistaceae Juss.
  - *Cytinaceae A.Rich.
  - Dipterocarpaceae Blume
  - Malvaceae Juss.
  - Muntingiaceae C.Bayer, M.W.Chase & M.F.Fay
  - Neuradaceae Kostel.
  - Sarcolaenaceae Caruel
  - Sphaerosepalaceae Tiegh. ex Bullock
  - Thymelaeaceae Juss.
- Sapindales Juss. ex Bercht. & J.Presl
  - Anacardiaceae R.Br.
  - Biebersteiniaceae Schnizl.
  - Burseraceae Kunth
  - Kirkiaceae Takht.
  - Meliaceae Juss.
  - ºNitrariaceae Lindl. (inclui Peganaceae Tiegh. ex Takht., Tetradiclidaceae Takht.)
  - Rutaceae Juss.
  - Sapindaceae Juss.
  - Simaroubaceae DC.

##### AsteridaeTakhtajan [R.G. Olmstead & W.S. Judd][43]
As asterídeas são um grande grupo de eudicotiledóneas que inclui aproximadamente 80 000 espécies, agrupadas em 13 ordens e mais de 100 famílias e entre a terça à quarta parte do total de espécies das angiospermas. Conjuntamente com as rosídeas, constituem os dois maiores grupos de eudicotiledóneas. As plantas pertencentes a este clado caracterizam-se por serem herbáceas, com flores hermafroditas, zigomorfas (de simetria bilateral), polinizadas por insectos, pelos estames dispostos num círculo e as pétalas da corola unidos entre si formando um tubo. O gineceu é formado por dois carpelos soldados. As flores organizam-se com frequência em inflorescências concisas, como as espigas das labiadas e as plantagináceas ou os  capítulos das compostas. Quatro das maiores famílias de angiospérmicas pertencem a este clado: as asteráceas, as rubiáceas, as lamiáceas e as apocináceas.
- Cornales Link.
  - Cornaceae Bercht. & J.Presl (inclui Nyssaceae Juss. ex Dumort.)
  - Curtisiaceae Takht.
  - Grubbiaceae Endl. ex Meisn.
  - Hydrangeaceae Dumort.
  - Hydrostachyaceae Engl.
  - Loasaceae Juss.
- Ericales Bercht. & J.Presl
  - Actinidiaceae Engl. & Gilg.
  - Balsaminaceae A.Rich.
  - Clethraceae Klotzsch
  - Cyrillaceae Lindl.
  - Diapensiaceae Lindl.
  - Ebenaceae Gürke
  - Ericaceae Juss.
  - Fouquieriaceae DC.
  - Lecythidaceae A.Rich.
  - Marcgraviaceae Bercht. & J.Presl
  - *Mitrastemonaceae Makino
  - ºPentaphylacaceae Engl. (inclui Ternstroemiaceae Mirb. ex DC.)
  - Polemoniaceae Juss.
  - §Primulaceae Batsch ex Borkh. (inclui Maesaceae Anderb., B.Ståhl & Källersjö, Myrsinaceae R.Br., Theophrastaceae G.Don)
  - Roridulaceae Martinov
  - Sapotaceae Juss.
  - Sarraceniaceae Dumort.
  - ººSladeniaceae Airy Shaw
  - Styracaceae DC. & Spreng.
  - Symplocaceae Desf.
  - ºTetrameristaceae Hutch. (inclui Pellicieraceae L.Beauvis.)
  - Theaceae Mirb. ex Ker Gawl.

###### LamiidaeTakhtajan [R.G. Olmstead & W.S. Judd][44]
As lamiídeas são um grupo de eudicotiledóneas que haviam sido nomeadas informalmente como «euasterídeas I». O clado, segundo a circunscrição no sistema APG III, compreende quatro ordens e cinco famílias não incluídas em nenhuma ordem. A sinapomorfia mais evidente das lamídeas é a presença de vasos do xilema com perforações simples.
- §*Boraginaceae Juss. (inclui Hoplestigmataceae Gilg)
- Vahliaceae Dandy
- Icacinaceae Miers
- Metteniusaceae H.Karst. ex Schnizl.
- Oncothecaceae Kobuski ex Airy Shaw
- Garryales Lindl.
  - Eucommiaceae Engl.
  - ºGarryaceae Lindl. (inclui Aucubaceae Bercht. & J.Presl)
- Gentianales Juss. ex Bercht. & J.Presl
  - Apocynaceae Juss.
  - Gelsemiaceae Struwe & V.A.Albert
  - Gentianaceae Juss.
  - Loganiaceae R.Br. ex Mart.
  - Rubiaceae Juss.
- Lamiales Bromhead
  - §Acanthaceae Juss.
  - Bignoniaceae Juss.
  - Byblidaceae Domin
  - Calceolariaceae Olmstead
  - Carlemanniaceae Airy Shaw
  - Gesneriaceae Rich. & Juss.
  - Lamiaceae Martinov
  - *Linderniaceae Borsch, K.Müll., & Eb.Fisch.
  - Lentibulariaceae Rich.
  - Martyniaceae Horan.
  - Oleaceae Hoffmanns. & Link
  - Orobanchaceae Vent.
  - Paulowniaceae Nakai
  - Pedaliaceae R.Br.
  - Phrymaceae Schauer
  - §Plantaginaceae Juss.
  - Plocospermataceae Hutch.
  - Schlegeliaceae Reveal
  - Scrophulariaceae Juss.
  - Stilbaceae Kunth
  - Tetrachondraceae Wettst.
  - *Thomandersiaceae Sreem.
  - Verbenaceae J.St.-Hil.
- Solanales Juss. ex Bercht. & J.Presl
  - Convolvulaceae Juss.
  - Hydroleaceae R.Br. ex Edwards
  - Montiniaceae Nakai
  - Solanaceae Juss.
  - Sphenocleaceae T.Baskerv.

###### CampanulidaeM.J. Donoghue & P.D. Cantino[47]
As campanulídeas são um grupo de eudicotiledóneas que haviam sido nomeadas informalmente como «euasterídeas II». Alguns atributos são característicos do grupo: as folhas alternas, com margens serradas ou dentadas, as flores epigíneas, com uma fusão tardia das pétalas, filamentos dos estames livres e os frutos indeiscentes.
- Aquifoliales Senft
  - Aquifoliaceae Bercht. & J.Presl
  - §Cardiopteridaceae Blume (inclui Leptaulaceae Tiegh.)
  - Helwingiaceae Decne.
  - Phyllonomaceae Small
  - Stemonuraceae Kårehed
- Asterales Link
  - Alseuosmiaceae Airy Shaw
  - Argophyllaceae Takht.
  - Asteraceae Bercht. & J.Presl
  - Calyceraceae R.Br. ex Rich.
  - ºCampanulaceae Juss. (inclui Lobeliaceae Juss.)
  - Goodeniaceae R.Br.
  - Menyanthaceae Dumort.
  - Pentaphragmataceae J.Agardh
  - Phellinaceae Takht.
  - Rousseaceae DC.
  - ºStylidiaceae R.Br. (inclui Donatiaceae B.Chandler)
- †Escalloniales R.Br.
  - §Escalloniaceae R.Br. ex Dumort. (inclui Eremosynaceae Dandy, Polyosmaceae Blume, Tribelaceae Airy Shaw)
- †Bruniales Dumort.
  - Bruniaceae R.Br. ex DC.
  - §Columelliaceae D.Don (inclui Desfontainiaceae Endl.)
- †Paracryphiales Takht. ex Reveal
  - §Paracryphiaceae Airy Shaw (inclui *Quintiniaceae Doweld, Sphenostemonaceae P.Royen & Airy Shaw)
- Dipsacales Juss. ex Bercht. & J.Presl
  - Adoxaceae E.Mey.
  - §Caprifoliaceae Juss. (inclui Diervillaceae Pyck, Dipsacaceae Juss., Linnaeaceae Backlund, Morinaceae Raf., Valerianaceae Batsch)
- Apiales Nakai
  - Apiaceae Lindl.
  - Araliaceae Juss.
  - Griseliniaceae J.R.Forst. & G.Forst. ex A.Cunn.
  - Myodocarpaceae Doweld
  - Pennantiaceae J.Agardh
  - Pittosporaceae R.Br.
  - §Torricelliaceae Hu (inclui Aralidiaceae Philipson & B.C.Stone, Melanophyllaceae Takht. ex Airy Shaw)

### Táxones com posição incerta
- Apodanthaceae Takht. (três  géneros)
- Cynomoriaceae Endl. ex Lindl.
- Gumillea Ruiz & Pav.
- Petenaea Lundell (provavelmente em Malvales)
- Nicobariodendron (provavelmente em Celastraceae).